# Everinghausen (Sottrum)
Everinghausen (niederdeutsch Evernhusen) ist ein Ortsteil der Gemeinde Sottrum im niedersächsischen Landkreis Rotenburg (Wümme).

## Geografie und Verkehrsanbindung
Der Ort liegt südwestlich des Kernbereichs von Sottrum direkt an der nordwestlich verlaufenden A 1.  Am südlichen Ortsrand fließt die Wümme im Naturschutzgebiet Wümmeniederung mit Rodau, Wiedau und Trochelbach. Östlich in geringer Entfernung liegen die zu diesem Naturschutzgebiet gehörenden Voßberge und der Fährhof.